# Polski Kontyngent Wojskowy w Turcji (2003)
Polski Kontyngent Wojskowy w operacji sił sojuszniczych Organizacji Traktatu Północnoatlantyckiego w Republice Turcji – wydzielony komponent Sił Zbrojnych RP, przeznaczony do udziału w obronie Turcji na wypadek irackiego ataku podczas II wojny w Zatoce Perskiej w 2003, ostatecznie odwołany.

## Historia
W związku z przygotowaniami sił amerykańsko-brytyjskich do inwazji na Irak, zaistniała obawa, że reżim Husajna może dokonać odwetowego ataku na Turcję. 10 lutego 2003 rząd turecki powołując się na art. 4 traktatu waszyngtońskiego formalnie zwrócił się do Rady Północnoatlantyckiej o konsultacje w sprawie przeprowadzenia operacji wsparcia wojsk tureckich. 19 lutego 2003 Komitet Planowania Obronnego wydał zgodę na uruchomienie środków obronnych i 13 marca 2003 oficjalnie zatwierdzono przeprowadzenie operacji Display Deterrence. Do operacji skierowano 5 baterii systemu obrony powietrznej MIM-104 Patriot (3 holenderskie, 2 amerykańskie) i samoloty wczesnego ostrzegania (AWACS).
Do wsparcia operacji sformowany został Polski Kontyngent Wojskowy, liczący 38 żołnierzy i pracowników wojska (górny limit określono na 60 osób) z 4 pułku chemicznego i 10 Brygady Logistycznej. Trzon kontyngentu stanowił pluton likwidacji skażeń z 4 pułku chemicznego, do zadań którego należeć miało rozpoznanie chemiczne i prowadzenie neutralizacji skażeń po ewentualnym ataku bronią chemiczną.
Polski Kontyngent Wojskowy w Turcji stanowił odrębną jednostkę od Polskiego Kontyngentu Wojskowego składzie Wielonarodowych Połączonych Sił Operacyjnych koalicji międzynarodowej w Zatoce Perskiej.
Ze względu na szybkie postępy wojsk koalicji w Iraku oraz jego porażkę Display Deterrence zakończono, a kontyngent pozostał w kraju i 17 czerwca prezydent uchylił postanowienie o jego użyciu.

## Struktura organizacyjna
- Dowództwo i sztab PKW
  - pluton likwidacji skażeń (4 Pułk Chemiczny)
  - drużyna ochrony (1 Pułk Specjalny Komandosów)
  - drużyna logistyczna (10 Brygada Logistyczna)